# Cyclocotyla bellones
Cyclocotyla
Genre
Espèce
Cyclocotyla bellones, unique représentant du genre Cyclocotyla, est une espèce de monogènes de la famille des Diclidophoridae. Le genre est actuellement considéré comme un taxon inquirendum.

## Hyperparasite ou épibionte
Cyclocotyla bellones est classiquement connue pour être hyperparasite . Elle vit sur l'isopode parasite Ceratothoa parallela (ou d'autres espèces du même genre), qui lui-même se nourrit des poissons Boops boops et Pagellus acarne.
Cependant, dans une étude de 2022, il a été proposé que l'espèce n'était pas vraiment un hyperparasite, puisqu'elle ne se nourrissait pas de l'isopode mais plutôt à partir du poisson. Les auteurs ont conclu que « Cyclocotyla bellones est donc à la fois un épibionte sur le crustacé et un parasite du poisson. Il pourrait être considéré comme un hyperparasite uniquement en termes de localisation (il vit sur un parasite), mais pas en termes de nutrition (il ne se nourrit pas d'un parasite mais d'un hôte qui n'est pas un parasite) »

## Systématique
Le nom valide complet (avec auteur) de ce taxon est Cyclocotyla bellones Otto (d), 1823,.
Bien que Cyclocotyla bellones soit un taxon valide, le WoRMS considère le genre Cyclocotyla bellones comme étant un taxon inquirendum.
Cyclocotyla bellones a pour synonyme :
- Diclidophora bellones (Otto, 1823)

### Publication originale
- (de) Adolph Wilhelm Otto, Beschreibung einiger neuen Mollusken und Zoophyten, Wrocław, 1823, 56 p. (OCLC 12193118, DOI 10.5962/BHL.TITLE.118700, lire en ligne).